# 家格
家格（かかく）とは、歴史において、ある氏族や家系が得た又は与えられた格式・評価をいう用語。

## 家格とは
家格とは、文字通り、家の格であり、およそ身分制のあった古代から近代に至るまで、その社会全体の秩序の根底を担った評価体系である。およそ、家格は家庭に対して評価を下すものではなく、その国家ないし社会の構成員全体を階層化し、特定の氏族の構成員が保有する血統や地位に基づいて序列を付与することによって、氏族間の地位を固定化・階層的させる制度であった。家格が身分や地位といったその他の序列と性格を異にする点は身分や地位はあくまで個人に帰属するものであるが、家格は特定の家を単位とする評価であることであった。
多くの場合、家格を決定したのは、根本的には祖先の血筋及びそれに伴う伝統的権威であり、皇室ないし王室とのつながりや有力氏族の親疎が家格を大きく左右した。日本では平安時代以降、律令制の下で成功による位階の昇叙の機会が拡がった他、台頭しつつあった武士を中心に武勲により地位を上昇させる機会が拡がり世襲化されるにつれ、家格が固定化される端緒となっていった。ただ、戦国時代には一旦、そういった家格による秩序の崩れ、再び国内統一した江戸時代において、今度は公家だけではなく、武士にも家格が導入され、より成熟した家格体系が形成されるに至った。

## 日本における家格

### 古代における家格
「魏志倭人伝」の中に描かれた倭人の習俗として、下戸と大人の身分格差があったことが知られる。
古代氏姓制の元ではそれぞれの氏が持つカバネをもって宮廷内の上下関係や職掌を定めていたが、天武天皇の元で八色の姓を定めてカバネをもって氏の尊卑の基準とした。だが、本来は第2位である朝臣の官人によって朝廷が運営されるようになり最上位の真人も含めて他のカバネはほとんど用いられなくなった。
平安時代になると、貴族社会に家格の原形が生み出され、摂関家をはじめ出自によって、昇進の上限の目安が決定付けられるようになり、官職を実質上世襲する官司請負制も成立するようになった。武士社会でも同様で、天皇家の血を引く軍事貴族である伊勢平氏・河内源氏が貴種として尊ばれ、その中から武家の棟梁が選ばれるようになった。
だが、南北朝・戦国の2つの大きな動乱の時代は旧来の家格秩序が破壊され、少数の例外を除いて家格の再編成が行われることとなる。

### 公家の家格
公家社会では、家々による極位極官と文武官の別から、摂関家以下、清華家、大臣家、羽林家、名家、半家に分けられ、家格が形成されるようになり、各家の当主の官位も家格に準じて、与えられた。また、その家々が成立した時期（織豊政権期を境として）によって旧家、新家及び天皇との親疎によって内々、外様などの区別があり、更に家々の属する家系なども関係して、家ごとに昇進や極位極官などに差が発生した。

### 武家の家格
武家においては江戸時代に家格が定まり、一万石以上の石高を有する大名、一万石以下で将軍の直臣たる旗本・御家人、諸藩の藩士を中心としてさらに細かい家格が定められていった。
特に大名の家格では、御三家の大廊下、国主大名の大広間、譜代大名などの帝鑑の間、雁間、外様大名の柳の間など、将軍との親疎、大名の有する家系の由緒や知行する石高（表高）によって、参勤交代による江戸城登城の際にあてがわれる部屋（伺候席）が区別された。さらに四品叙任などの官位任官（極位極官）や賜諱（偏諱の授与）をはじめとするあらゆる処遇が階層化されていた。
幕府の直属家臣たる旗本・御家人の場合では、上級旗本は官位を与えられ重職に任ぜられたのに対し、中堅・下級旗本は無位無官の上、低い役職に補せられた。さらに、旗本には将軍謁見を許されたのに対し、御家人は許されなかったなど、幕府の直臣の間でも細かい家格が定められた。さらに、諸藩に至っては家老以下の役職は世襲化され、藩士内で家格が階層化されていた他、正規の家臣たる上士と藩の支配地に在住する土着の武士や有力百姓により構成された郷士という身分が形成され、大名の領地においても家格により強い身分統制が敷かれた。
一方で、幕府では窮乏した旗本・御家人が有力商人から借金する代わりに、その子弟を養子とする慣習が拡がり、旗本株、御家人株として町人が士分を得る機会が拡がった。また、財政の苦しくなった大名家などにおいても、豪商などから借金し返済できぬ事態が発生するにつれ、豪商を士分として待遇した他、藩内の豪農や有力町人に対して郷士株を販売し郷士の待遇を与えるなどの家格付与が行われた。
また、こうした旗本・御家人株の売買は
- 使用人や中間奉公などとして働き、そこでの働きぶり・才覚などからその家の養子となる者や金銭をためて、それにより株を買う者
- 幕臣が家臣に持参金養子の世話などをし、御家人株を買い与える
- 武士の次男以下の男子が御家人株を買って、その家の跡目となる手段や身分を失った元・武士が再び武士層に戻る手段
- 旗本・御家人が株を売り、金銭を得た後、町人や職人などになる
- 遊女などの相手と結婚するために、旗本・御家人株を売り、町人になる

など、様々な形で行われ、利用された。
ただし、こうした旗本・御家人株の売買による身分違いの養子縁組・持参金養子は、寛文3年（1663年）江戸幕府が公布した「御旗本御法度」や安永3年（1774年）、天保7年（1836年）、嘉永6年（1853年）に出された持参金養子の禁令などにより、幕府により禁止され、処罰の対象とされていた。そのため、旗本・御家人株などの売買により、武士身分となった者がトラブルなどにより訴訟される事態になった場合には、御家人株を買い、武士身分となった家であることが露見するのを避けるために内済金などを払い、和解するという事例もあった。
また、売買された御家人株の相場については、幕末の嘉永6年（1853年）6月頃には、高百石に付き50両、急養子は78両から100両までであったとされる。そして、与力が1000両、同心が200両、御徒が500両という相場が形成されていた。

### 農村の家格
また、農村においても家格は存在した。村役人となる者の多くが中世の武士の血筋を引いており、郷士としての資格を認められている者が多かった。他、領主に対する忠勤や献金などによって苗字帯刀の特権が与えられている場合も存在した。だが、それは同時に村の内部に本家と分家、侍分と百姓分、主家と被官、重と平など様々な呼称を持つ家格を生み出すことになった。
郷士や村役人、草分けと呼ばれる家々が地域の上級家格を編成して、村の祭祀の中枢機能を持った宮座の参加資格あるいは幹部への就任資格を規定した。これに対して分家して新たに成立した家や何らかの事情で他の地域から移住してきた家などは低い家格に置かれることが多かった。
日本で最初に「家格」の概念を用いて身分制を分析した磯田進の研究によれば、村内の秩序を家格でもって維持してきた村と家格意識が希薄な村の2種類があり、前者においては言葉遣いや婚姻関係まで厳しく規制されていたことを指摘している。前者は西日本の農村部に多く見られ、東日本では村内の一族における本家・分家関係が、西日本でも漁村部では個人間の年齢差がそれぞれ上下関係を形成しているものの、家格の厳格化は進まなかったとしている。

### 明治以降の家格
明治時代に入り、江戸時代以前の家柄により皇族、華族、士族、平民の族称が定められたものの、士族は廃藩置県、秩禄処分、金禄公債条例などにより、経済的特権をうしない、1914年（大正3年）の戸籍法改正で身分登録制も廃止されたため、実質的に平民と差異はなくなった。
従って、この時点で江戸時代の大名及び一万石以上の有力家臣（華族）以外の武士、農工商の家格、身分差は消滅したといえる。
皇室については皇室典範などの法令によって保護され、華族については家柄に応じて爵位を与えられ、世襲で貴族院議員の議席または互選権を得ていた。また家範の制定が許されていたので、爵位が新たな家格であったといえるかも知れない（なお、爵位については国への貢献の度合いによっても与えられた）。
戦後は法の下の平等をうたった日本国憲法の施行により、華族や爵位の制度が廃止され、皇室を除き国民間の家格による公的な区分はなくなったとされる。